# RealAudio
RealAudio（リアルオーディオ）は米リアルネットワークス社が開発したプロプライエタリなオーディオフォーマット。複数のコーデックを使い分けることで、ダイヤルアップ接続などの低速通信から、音楽向け高品質用途まで幅広く対応する。最新のバージョンは、RealAudio10。

## 概要
RealAudioファイルの拡張子は1995年のリリース当初.raとして定義された。1997年にリアルネットワークス社はRealVideoと呼ばれるビデオフォーマットをリリース。オーディオとビデオフォーマットを組み合わせたものはRealMediaと呼び、拡張子を.rmとした。
同社最新のエンコーダであるRealProducerでは、オーディオのみのファイルに再び.raを、ビデオのみのファイルに.rvを使うようになっている。
.ram (RealAudioMetadata)と.smil (Synchronized Multimedia Integration Language)ファイルはストリームファイルへのリンクとしてウェブページなどで利用される。
2000年初頭頃まではインターネットラジオなどのインターネット上のストリーミングオーディオの形式として一般的だったが、1990年代の終わり頃から爆発的に普及したMP3やFlashに取って代わられた。

## コーデック
リアルオーディオファイルは、いくつかの異なったオーディオコーデックを使用することで圧縮される。
- IS-54 VSELP (RealAudio 1)
- G.728 LD-CELP (RealAudio 2)
- AC3 (RealAudio 3)
- Sipro Lab Telecom ACELP-NET (RealAudio 4/5)
- G2/Cook Codec (RealAudio 6)
- ATRAC3 (RealAudio 8)
- AAC (RealAudio 10)
- RealAudio Lossless Format (RealAudio 10)